# (33690) Noahcain
(33690) Noahcain est un astéroïde de la ceinture principale.

## Description
(33690) Noahcain est un astéroïde de la ceinture principale. Il fut découvert le 13 mai 1999 à Socorro (Nouveau-Mexique) par le projet LINEAR. Il présente une orbite caractérisée par un demi-grand axe de 3,16 UA, une excentricité de 0,13 et une inclinaison de 6,0° par rapport à l'écliptique.